# Brunswick Lake
Der Brunswick Lake ist ein See im Algoma District in der kanadischen Provinz Ontario.

## Lage
Der See liegt im Missinaibi Provincial Park 60 km südlich von Mattice. Das Gewässer liegt auf einer Höhe von 278 m im Bereich des Kanadischen Schilds. Der Brunswick Lake hat eine Nord-Süd-Ausdehnung von 23 km und eine Fläche von etwa 40 km². Der Brunswick River, ein linker Nebenfluss des Missinaibi River, entwässert den See an dessen Nordende. 
Im Jahr 1789 wurde am Seeufer ein Handelsposten errichtet, der damals ein integraler Bestandteil der Pelzhandelsrouten zwischen James Bay und Oberem See war.

## Seefauna
Der Brunswick Lake ist Ziel von Angeltouristen, die hier Hecht, Glasaugenbarsch, Heringsmaräne und Amerikanischen Flussbarsch fangen.